# Tour de Flandes 1976
El Tour de Flandes 1976 va ser la 60a edició del Tour de Flandes. La cursa es disputà el 4 d'abril de 1976, amb inici a Gant i final a Merelbeke després d'un recorregut de 261 quilòmetres. El belga Walter Planckaert guanyà la seva única De Ronde a l'imposar-se en l'esprint final a l'italià Francesco Moser i al també belga Marc Demeyer.

## Classificació final
|    | Ciclista                 | Equip                   | Temps      |
| -- | ------------------------ | ----------------------- | ---------- |
| 1  | Walter Planckaert (BEL)  | Maes Pils-Rokado        | 6h 10' 00" |
| 2  | Francesco Moser (ITA)    | Sanson-Benotto          | m. t.      |
| 3  | Marc Demeyer (BEL)       | Flandria-Velda          | m. t.      |
| 4  | Roger de Vlaeminck (BEL) | Brooklyn                | + 16"      |
| 5  | Freddy Maertens (BEL)    | Flandria-Velda          | m. t.      |
| 6  | Willy Teirlinck (BEL)    | Gitane-Campagnolo       | + 22"      |
| 7  | Eric Leman (BEL)         | Zoppas-Splendor-Sinalco | m. t.      |
| 8  | Walter Godefroot (BEL)   | Ijsboerke-Colnago       | m. t.      |
| 9  | Frans Verbeeck (BEL)     | Ijsboerke-Colnago       | m. t.      |
| 10 | André Dierickx (BEL)     | Maes Pils-Rokado        | m. t.      |